# 奧斯瓦迪貝格山
46°38′53″N 13°51′13″E / 46.64806°N 13.85361°E

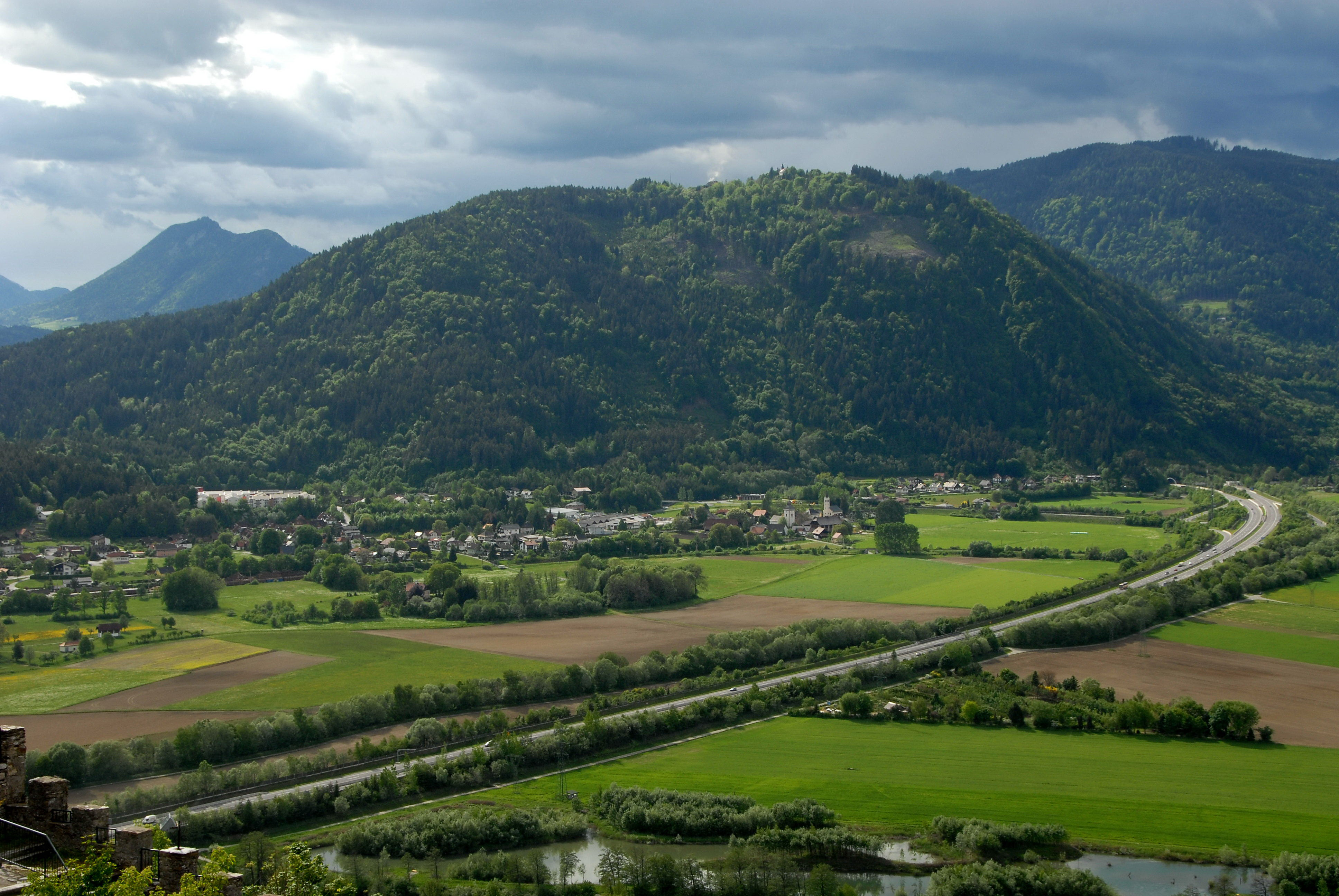

奧斯瓦迪貝格山（德語：Oswaldiberg），是奧地利的山峰，位於該國南部，由克恩頓州負責管轄，屬於諾克山脈的一部分，處於德拉瓦河以北，距離沃拉尼格貝格山1.5公里，海拔高度963米。